# Dicranophragma (Mixolimnomyia) rufulum
Dicranophragma (Mixolimnomyia) rufulum is een tweevleugelige uit de familie steltmuggen (Limoniidae). De soort komt voor in het Palearctisch gebied.